# Luisa Rodrigo
Luisa Rodrigo Cano (Málaga, 29 de enero de 1901-Madrid, 28 de noviembre de 1986) fue una actriz española.

## Biografía
Actriz eminentemente teatral, nació en el seno de una familia de artistas siendo hija de los actores Francisco Rodrigo y Luisa Cano. Se subió a los escenarios por primera vez siendo todavía una niña. A lo largo de su larga trayectoria profesional, casi siempre sobre los escenarios madrileños en papeles de reparto, pasó sucesivamente por la compañía del Teatro Lara, junto a Rafael Rivelles, del Infanta Isabel, con Arturo Serrano e Isabel Garcés y del María Guerrero, con José Luis Alonso.
Su paso por la gran pantalla fue efímero, no llegando a la decena el total de películas en las que intevino, destacando El hueso (1968) de Antonio Giménez-Rico, El nido (1980) de Jaime de Armiñán, La colmena (1982), de Mario Camus y El hermano bastardo de Dios (1986), de Benito Rabal.
También tuvo apariciones en televisión, pudiendo mencionarse diferentes intervenciones en el espacio de teatro televisado Estudio 1 y la comedia El hotel de las mil y una estrellas (1979), con Luis Aguilé.
Casada en 1922 con el actor Pedro López Lagar.

## Obras de teatro (selección)
- Callados como muertos (1952), de José María Pemán.
- La guerra empieza en Cuba (1955), de Victor Ruiz Iriarte.
- Melocotón en almíbar (1958), de Miguel Mihura.
- Una visita inesperada (1959), de Agatha Christie.
- El chalet de madame Renard (1961), de Miguel Mihura.
- La feria de Cuernicabra (1962), de Alfredo Mañas.
- La tetera (1965), de Miguel Mihura.
- La ratonera (1965), de Agatha Christie.
- Los caciques (1972), de Carlos Arniches.